# Bioéthique
 (octobre 2016).
 Mise en garde médicale
La bioéthique ou éthique médicale est l'étude des problèmes éthiques posés par les avancées en matière de biologie et de médecine. C'est une partie de l'éthique qui est apparue en tant que « discipline » nouvelle dans le courant des années 1960, et lors d'interrogations au sujet du développement de la biomédecine et des technosciences.

## Définition
Le terme bioéthique est un terme inventé par le cancérologue Van Rensselaer Potter dans les années 1970 et désignait « un projet d'utilisation des sciences biologiques destiné à améliorer la qualité de la vie ». Le but poursuivi par la bioéthique est de conduire une réflexion sur les enjeux et retombées de la médecine et de la biologie. La bioéthique essaie donc de répondre aux nouvelles interrogations engendrées par le progrès scientifique (fécondation in vitro, clonage, etc.). Selon l'UNESCO :

« la bioéthique s’entend comme l’étude systématique, pluraliste et interdisciplinaire et la résolution des questions d’éthique que soulèvent la médecine, les sciences sociales et les sciences de la vie appliquées aux êtres humains et à leur relation avec la biosphère, y compris les questions liées à la disponibilité et à l’accessibilité des progrès des sciences et des technologies et de leurs applications. »

## Historique et développement
Depuis 2015 sont précisément répertoriés les programmes universitaires spécialisés en bioéthique partout dans le monde, principalement aux États-Unis, et dans les pays anglophones (voir programmes de maîtrise et de doctorat), mais aussi dans la francophonie et les pays latins.
Si les interrogations éthiques concernant la médecine ne sont pas nouvelles, la bioéthique se distingue de la déontologie médicale classique, car cette dernière constitue surtout un code éthique fondé par les médecins pour les médecins. Alors que la bioéthique, au contraire, fait intervenir une pluralité d'acteurs et de disciplines (outre les médecins, biologistes et généticiens, les philosophes, juristes, sociologues, théologiens, etc.).
On peut distinguer deux orientations principales de la bioéthique :
- l'une, davantage descriptive, s'appuie sur la philosophie morale, vise à éclaircir les choix éthiques et les valeurs présupposées par ceux-ci, en écartant les arguments contradictoires ;
- l'autre est davantage prescriptive : elle recherche les normes morales qui sont applicables aux sciences du vivant, y compris la médecine ; elle propose certaines règles et certaines postures face à d'éventuels dilemmes.

### Éthique et déontologie médicales
L'éthique médicale, qui remonte au serment d'Hippocrate, fait partie intégrante de l'exercice de la médecine. Toutefois, elle est formulée par les corporations, s'incarnant parfois dans des codes déontologiques quasi juridiques ; dès lors, elle relaie nécessairement les valeurs inhérentes à la recherche médicale elle-même. Au XXe siècle, la déontologie médicale a pris en compte l'importance croissante des droits de l'homme, les organisations internationales comme l'Association médicale mondiale (AMM) ou l'Organisation mondiale de la santé (OMS) se situant ainsi au confluent de ces deux traditions.
Cette convergence s'est concrétisée dans le Code de Nuremberg de 1947, rédigé à la suite des expérimentations perpétrées par les nazis sur des cobayes humains. Elle conduit à légitimer l'opposition et la résistance des médecins envers des pratiques autoritaires ou des États non démocratiques, par exemple dans la Déclaration de Hawaii de 1977 de l'Association mondiale de psychiatrie en matière d'internement psychiatrique pour des motifs politiques,.

#### L'Accusation de Scofield contre l'éthique biomédicale
L'essentiel de l'accusation de Scofield est résumé dans le passage cité en introduction. Il critique la "consultation en éthique médicale" comme étant "un désastre éthique" en raison du fait qu'un rapport publié par l'American Society for Bioethics and Humanities (ASBH) en 1998 n'a pas recommandé ce que Scofield estime que toute profession digne de ce nom aurait dû recommander : "accréditer officiellement les programmes qui forment les praticiens, certifier et autoriser officiellement ces praticiens, et établir un code de conduite professionnelle significatif, contraignant et applicable." De plus, Scofield affirme que, puisque le domaine n’a pas "soumis ses membres à l’autorité de la loi il y a une décennie", il n’y a aucune raison de croire en l’efficacité des efforts actuels pour développer un code de déontologie pour les éthiciens cliniques.

### Émergence de la bioéthique vers les années 1960
Mais la bioéthique, en tant que domaine non réservé aux médecins, s'est développée davantage dans les années 1960–70, en conjonction avec les avancées du progrès scientifique et les questions que celui-ci posait. Le néologisme de « bioéthique » lui-même a été forgé par Van Rensselaer Potter dans Bioethics: Bridge to the Future (1971).
Les années 1960 ont vu émerger dans les pays industrialisés un certain nombre de revendications tenant aux droits et à l'autonomie de la personne, conduisant à des changements sociaux importants comme :
- la dépénalisation du suicide, de l'avortement, de l'homosexualité ;
- plus généralement la libération sexuelle ;
- la légalisation du divorce, de la contraception, etc..

Certains penseurs, dont les théologiens Joseph Fletcher et Paul Ramsey par exemple, ont critiqué le paternalisme des médecins ; d'autres, tel le scientifique Henry K. Beecher, les manquements éthiques à l'égard des sujets d'expériences médicales.
Ces critiques ont été progressivement développées dans les années 1970 par les philosophes D. Callahan et D. Clouzer, la sociologue Renee Fox, ou encore le mouvement anti-psychiatrique.
En 1969, le psychiatre Willard Gaylin et le philosophe catholique Daniel Callahan fondent l' Institute of Society, Ethics and the Life Sciences, qui deviendra The Hastings Center (Article en anglais). Dès 1973, Callahan présente, dans The Hastings Center Report, la bioéthique en tant que discipline.
Un deuxième centre, le Joseph and Rose Kennedy Institute for the Study of Human Reproduction and Bioethics, qui compte un Center for Bioethics, est créé en 1971. Celui-ci publie à partir de 1977 l’Encyclopedia of Bioethics, puis à partir de 1991 le Kennedy Institute of Ethics Journal.
Pour ce journal, la bioéthique concerne non seulement l'ensemble des problèmes liés ou non aux thérapies, mais aussi les dimensions sociopolitiques des progrès biomédicaux comme la possibilité d'utiliser les techniques à des fins autres que strictement thérapeutiques. Par exemple :
- la sélection du sexe par diagnostic prénatal ;
- la PMA chez la femme ménopausée, etc.

Cela englobe l'ensemble du règne animal et végétal.
En 1979, est publié le rapport Belmont.

### Trois approches de la discipline
Marie-Hélène Parizeau, professeur de philosophie à l'Université Laval, distingue trois approches principales en bioéthique :
- le « principisme » de Tom Beauchamp et James Childress, exposé dans Principles of Biomedical Ethics (1979), qui formalise quatre principes formels (principe d'autonomie, de bienfaisance, de non-malfaisance et de justice, ou fair opportunity), l'arbitrage entre ceux-ci étant laissé aux acteurs eux-mêmes ;
- l'approche de Tristram Engelhardt, qui penche pour une « éthique pluraliste et séculière »[2], refuse de donner priorité à quelque approche morale que ce soit (qu'elle soit fondée sur la raison, l'intuition ou la religion) pour laisser place à une négociation entre la pluralité des acteurs (il convient de noter que cette pensée s'exprime avant tout dans la première édition de ses Fondations of Bioethics -1986- ; la seconde, publiée après sa conversion à l'orthodoxie en 1996 prend ses distances vis-à-vis de la première édition) ;
- enfin le modèle casuistique et « contextualiste » développé par Albert R. Jonsen et Stephen Toulmin[2].

Outre ces modèles principaux, M.-H. Parizeau note aussi les approches de David Thomasma, celle des narrative ethics et enfin celle, féministe, de l'éthique de la sollicitude.
La présence plus faible de la bioéthique en tant que philosophie conduit, en France, à laisser le champ libre à d'autres discours normatifs, tels que le discours médical et scientifique, le discours religieux et le discours juridique.

## Principes fondamentaux en bioéthique
Les principes fondamentaux de l'éthique médicale les plus cités sont quatre: la bienfaisance, la non-malfaisance, l'autonomie et la justice.
- Bienfaisance: Ce principe implique l'obligation d'agir dans l'intérêt et pour le bien du patient, en cherchant à lui procurer des bénéfices et à améliorer sa santé .
- Non-malfaisance: Ce principe signifie l'obligation de ne pas causer de tort au patient et de minimiser les risques de préjudice ou de dommage lors de la prise en charge médicale.
- Autonomie: Ce principe met en avant le respect de la capacité du patient à prendre des décisions éclairées sur sa propre santé, en garantissant son droit à l'autodétermination et au consentement éclairé.
- Justice : Ce principe vise à assurer l'équité dans l'accès aux soins de santé et à la prise de décisions médicales, en garantissant une distribution équitable des ressources médicales et en traitant les patients de manière juste et équitable[9].

Les principes de bioéthiques fournissent un cadre essentiel pour guider la pratique médicale et la recherche, mais ils peuvent parfois entrer en conflit. Par exemple, des tensions peuvent surgir entre la bienfaisance et l'autonomie lorsque les recommandations médicales entrent en conflit avec les préférences du patient. La résolution de ces conflits exige une approche équilibrée qui favorise le respect de l'autonomie du patient tout en cherchant à promouvoir son bien-être de manière éthique. En fin de compte, la prise de décision éthique dans ces situations délicates nécessite une réflexion approfondie sur les valeurs et les préférences du patient, ainsi que sur les impératifs cliniques et éthiques.

## Domaines

### Biotechnologies appliquées à l'homme
La bioéthique est devenue un sujet d'actualité, à la suite des manipulations génétiques effectuées sur les plantes alimentaires, au clonage et à l'utilisation d'embryons humains. Historiquement, elle est apparue au moment où le pouvoir fourni par la médecine est devenu plus important (maîtrise de la fécondité par les femmes grâce à la pilule contraceptive, apparition des premiers services de soins intensifs avec la possibilité, inconnue jusqu'alors, de l'acharnement thérapeutique et la difficulté inédite qu'il y avait à prendre la décision d'arrêter un traitement devenu futile). De même, l'évolution de l'attitude à l'égard de la science faisait qu'elle ne bénéficiait plus d'une aura systématiquement positive (Bombe atomique, expériences des médecins nazis). Enfin, Harry Beecher, dans un article qui fait date dans l'histoire de la bioéthique, avait dénoncé des expériences médicales moralement inacceptables.
Bioethics International publie un indicateur sur le niveau d’éthique des essais cliniques des compagnies pharmaceutiques.

### Procréation humaine
Parmi les questions préoccupant les éthiciens pour leurs enjeux nouveaux dans ce domaine, de manière non exhaustive, on peut citer :
- l'assistance médicale à la procréation a été l'un des premiers objets de réflexion de la bioéthique, pour son potentiel eugéniste. Ainsi, en France, le Comité consultatif national d'éthique pour les sciences de la vie et de la santé (CCNE) a été créé en 1983 après la première naissance par Fivete en 1982 ;
- la contraception ;
- l'avortement ;
- le don et l'usage d'éléments et produits ou sous-produits du corps humain (don de gamètes ou d’embryons ; don de sperme, don d'ovules dans le champ de la reproduction) ;
- la privatisation de banques d'organes ou de greffons (de sang de cordon par exemple) ;
- l'hypothèse d'une gestation de l’embryon humain par des espèces non humaines ;
- les questions de clonage humain (thérapeutique ou non) ;
- le diagnostic prénatal ou préimplantatoire ;
- la connaissance de caractères génétiques et la thérapies géniques ;
- l'eugénisme (stérilisation de handicapés mentaux et de personnes à risque génétique…) ;
- le statut juridique de l'embryon et du fœtus (lié en droit français à la « dignité de la personne humaine ») ;
- la recherche sur l'embryon et l'utilisation d'embryons surnuméraires ;
- les cellules-souches. La recherche sur les cellules-souches humaines est autorisée, en France, à titre exceptionnel, et uniquement à partir des embryons surnuméraires[12].
- [13]les neurosciences, dont les progrès permettent peu à peu de lire, voire de modifier l'activité du cerveau ;
- les nanobiotechnologies[14].

### Génie génétique
Si la transgénèse pose le problème de la bioéthique, les réactions les plus fréquentes face au génie génétique sont largement fonction de l'objectif final, plus que de l'organisme concerné, tout du moins lorsque cet organisme n'est pas d'origine humaine. En 1975, la conférence d'Asilomar avait déclaré un moratoire sur ces recherches, le temps de la réflexion, qui a été levé par la suite.
Ainsi, le génie génétique ayant des buts médicaux et pharmaceutiques (fabrication de vaccins, thérapie génique, diagnostic prénatal) est-il mieux perçu que les manipulations ayant des buts alimentaires ou ludiques (OGM, clonage d'animaux familiers) qui soulèvent beaucoup plus de problèmes.
Les manipulations humaines (profil génétique, clonage reproductif, amélioration) sont de plus en plus débattues par la communauté scientifique.

### Brevetage du vivant
Le problème du brevetage du vivant consiste à savoir si une séquence de gènes est brevetable et si les applications de sa découverte, médicaments, tests, etc. le sont également. C'est un enjeu de première importance pour les entreprises qui ont investi des sommes d'argent considérables dans le décodage du génome humain, mais également pour les éventuels progrès de la connaissance induits par la découverte de ces gènes. En outre, la question des brevets de médicaments pose le problème de l'accès au soin pour les plus pauvres. Une législation mal adaptée pourrait conduire à la biopiraterie.
Selon une déclaration de l'Unesco du 11 novembre 1997, le génome humain est un patrimoine de l'humanité et il ne peut faire l'objet de commercialisation. Le décodage du génome ne peut être breveté ; mais à partir de ce décodage, les applications thérapeutiques peuvent l'être.
Outre les problèmes relatifs au brevetage des gènes, de nombreuses autres affaires ont été soulevées devant les juges (Moore v. Regents of the University of California (en) en 1990, la Cour suprême de Californie ayant admis la possibilité pour les médecins de breveter une lignée cellulaire, similaire à la lignée cellulaire HeLa, créée à partir des cellules d'un patient, sans son consentement. En France, le Comité consultatif national d'éthique (CCNE) a examiné ce problème dans son avis no 98 (2006) sur la « commercialisation des cellules souches humaines et autres lignées cellulaires ».

### Interventions sur le corps humain
Le premier code d’éthique sur l’expérimentation humaine est attribué au chirurgien américain William Beaumont en 1833 et la première réglementation de l’histoire encadrant l’expérimentation sur des êtres humains émane de la Prusse en 1900 à la suite du scandale de l'affaire Albert Neisser.
- Prélèvements d'organes et de tissus : la vente d'organe étant interdite dans la plupart des pays (seul l'Iran a légalisé la pratique en 1988)[18],[19], les législateurs ont dû définir comment la pénurie d'organes devait être gérée. En France, a été créé en 1992 un registre des refus, qui consigne tous les refus au don d'organe. Le don de cellules souches et le clonage thérapeutique sont également sujets à controverses.
- prothèses ;
- Gestion des banques d'organes ;
- Neurochirurgie : en Russie, par exemple, il était légal d'opérer (même sur des mineurs) le cerveau de personnes, afin de limiter leurs comportements violents jusqu'en 1950[20],[21];
- Utilisation des psychotropes…

### Vieillir et mourir
- Acharnement thérapeutique (à partir de quel moment faut-il considérer que le traitement devient trop lourd ?) ;
- Euthanasie ; aide médicale au suicide ; Limitations ou arrêt des thérapeutiques actives (LATA) en réanimation
- Soins palliatifs ;
- Contrôle de la sénescence (personnes atteintes de la maladie de Parkinson…).
- Tri des malades en situation de catastrophe sanitaire[22],[23].

### Expérimentation
- Expérimentation à visée thérapeutique ou de recherche ;
- Quelles sont les personnes admises (volontaires, prisonniers, personnes saines, malades, handicapés mentaux…) ; en France, elle est interdite sur les personnes en état végétatif chronique, ainsi que sur les personnes en état de mort cérébrale, sauf, dans ce dernier cas, si la personne a fait don de son corps à la science ;
- Embryons surnuméraires utilisés pour la recherche (voir en France la décision du Conseil constitutionnel du 27 juillet 1994 concernant la loi relative au respect du corps humain[24] et la loi relative au don et à l'utilisation des éléments et produits du corps humain, à l'assistance médicale à la procréation et au diagnostic prénatal)[25] ;
- L'utilisation des données de santé à caractère personnel dans la recherche…

## Interventions sur les êtres et les milieux non humains
Le concept de bioéthique est, dans la pratique, souvent limité à la bioéthique humaine, alors qu'étymologiquement le terme s'applique bien à toutes formes du vivant, animaux et plantes compris. Selon ce sens plus général, on est amené à s'intéresser notamment aux domaines suivants :
- expérimentation sur les animaux[26] ;
- droits des animaux et utilisations diverses des animaux par l'homme ;
- préservation des espèces (animales ou végétales), question de la biodiversité : des études récentes démontrent que la biodiversité des milieux aquatiques aide à la reconstitution plus rapide des stocks de poissons ;
- incidences de la société industrielle sur la biosphère (nouveaux produits mutagènes, organismes génétiquement modifiés…) ;
- armes biologiques ;
- clonage sur les plantes (depuis plus d'un millénaire en Chine) ou les animaux ;
- transgénèse…

### Nourriture issue d'animaux clonés
En 2020, la viande issue d'animaux ayant été clonés est de plus en plus fréquente, elle est légale dans certains pays comme les États-Unis, où la Food and Drug Administration (l'Agence américaine du médicament et de l'alimentation) a déclaré que la consommation de lait et viande produites par des animaux clonés était sans risque. Le Brésil et le Canada autorisent également la consommation de ce genre de produits. En Europe, certes aucune demande d'autorisation de vente de viande ou lait de clones n'a été faite mais il n'est pas impossible que nous ayons déjà mangé quelques-uns de leurs descendants car jusqu'en 2015 les clones ne faisaient pas l'objet d'une législation, et la viande a pu aussi être importée d'Amérique. L'Agence européenne de sécurité des aliments n'a cependant pas d'inquiétudes, en 2017, pour la santé humaine. Rien n’interdit non plus l’importation directe de viande ou de lait issus des enfants de ces clones, nés à l’étranger.
Plusieurs rapports provenant d’agences de sécurité et en particulier de l’AFSSA, de l’AESA (Agence Européenne de Sécurité Alimentaire) et la FDA tentent d’établir des règles permettant de déterminer si les produits issus des clones sont sains ou non pour les consommateurs. Selon ces rapports, après six mois, un clone ne se distingue presque en rien qui soit mesurable des animaux contrôlés. Un vétérinaire appliquant les règles classiques permettant de déterminer si la carcasse d’un animal peut être introduite dans les circuits de consommation, donnerait apparemment sans hésiter son autorisation pour la consommation des carcasses des clones de plus de six mois. Cependant, certains vétérinaires et scientifiques suggèrent que les clones ont une sensibilité un peu augmentée vis-à-vis de certaines maladies infectieuses, mais surtout qu’ils ne doivent pas être totalement sains étant donné leurs débuts souvent difficiles dans la vie. Jean-Louis Peyraud, chercheur à l'Institut national de recherche agronomique a déclaré : « Des cas de veaux à trois pattes ou d'animaux à deux têtes ont été rapportés». Toutes ces observations ont conduit la FDA et l’AESA à publier, en 2008, chacune un rapport sur les risques alimentaires de la consommation des produits issus des clones, après avoir pris en compte les avis des représentants de la société civile. Les deux organisations ont alors conclu que rien ne pouvait faire supposer que la consommation de produits issus du clonage comporte un risque alimentaire, mais que cependant cette observation ne reposait pas sur assez de données et qu'il serait souhaitable d'augmenter les études sur le clonage.

### Bioéthique et nature
Le concept de nature a été utilisé par certains, parfois de façon arbitraire, comme critère du Bien.
Aujourd'hui, l'homme aurait acquis le pouvoir technique de créer du nouveau dans la nature et dans l'espèce humaine. Il faut cependant nuancer cette position puisque la sélection par l'homme des caractéristiques génétiques qui lui convenaient sur les plantes et les animaux remonte à plusieurs millénaires (plantes greffées, création de races d'animaux…). Ce pouvoir direct des individus sur le génome, pour satisfaire leurs intérêts, nous fait porter un nouveau regard sur l'évolution de la vie telle que nous la connaissons (théories de l'évolution). La question des bénéfices et des risques impliqués se pose.
De nombreuses personnes redoutent une appropriation de la nature par l'homme et réclament la (re)définition des règles morales actuelles.
La vision la plus traditionaliste demeure assez anthropocentriste et pose comme exigence la minimisation de l'impact de l'homme sur son environnement, de façon à pouvoir le conserver intact et propre à la vie humaine (vie des générations futures). Cette vision est celle couramment suivie en France.
Une approche différente cherche à replacer l'homme au sein de la biosphère. Elle repose sur le concept d'écologie profonde et soutient que l'homme n'a pas plus de droits que les autres espèces vivantes et doit respecter la nature, fût-ce à ses dépens. Il est à noter cependant, que les activités du vivant contribuent à modifier son environnement, comme l'ont fait par exemple, les premières plantes qui ont colonisé la planète, en modifiant la composition de l'atmosphère terrestre par leurs rejets d'oxygène et de dioxyde de carbone.
Bioéthique et Environnement : Les Droits des Générations Futures
La bioéthique moderne explore également les implications éthiques de l'impact humain sur l'environnement et la biodiversité. Par exemple, les pratiques telles que la modification génétique des espèces animales et végétales, et la recherche sur les organismes vivants à des fins industrielles, posent des questions éthiques sur les droits des générations futures à hériter d'un environnement intact. La Déclaration de Rio de 1992 sur l'environnement et le développement soutient l'idée que les ressources de la planète doivent être gérées de manière à préserver l'intégrité écologique pour les générations futures, une perspective que de nombreux bioéthiciens ont intégrée dans leurs travaux.

## Critique de l'anthropocentrisme par la bioéthique utilitariste
Le courant utilitariste anglo-saxon, principalement développé par les anglophones Jeremy Bentham et John Stuart Mill, redéfinit les personnes qui sont le sujet de la bioéthique ; c'est la définition actualiste des personnes. Selon eux, les personnes sont définies par certaines caractéristiques, en particulier : la capacité de souffrir, la conscience de soi, la capacité de communiquer, la possession d'intérêts, de projets, d'une rationalité…
Les êtres humains qui n’actualiseraient pas ces conditions ne sont donc pas considérés comme des personnes, par exemple : les embryons, les nouveau-nés, les déments, les comateux, etc.
À l'inverse, il y a des personnes qui ne sont pas des êtres humains, comme certains animaux supérieurs (grands singes anthropoïdes…), auxquels certains attribuent justement les caractéristiques de la personne sans pourtant pouvoir utiliser ce terme. En philosophie de l'esprit, H.G. Frankfurt définit précisément ce qui constitue une personne. Suivant cette position, un type d'entité ne peut être considéré comme une personne que s'il possède des volitions de second degrés. Autrement dit, si cette entité désire désirer faire X et si son désir de « désirer faire X » forme sa volonté, alors c'est une personne.
L’enjeu de la bioéthique n’est alors plus ni obligations ni devoirs, ni valeurs en soi, mais la satisfaction des intérêts des différents êtres, humains ou animaux. C'est l'« éthique des intérêts ». Tous les intérêts se valent et doivent être pris en considération d'égale manière ; ils ne sont pas jugés en eux-mêmes. Le principe directeur de cette éthique est ainsi le principe de justice distributive : il faut satisfaire le plus possible d’intérêts du plus grand nombre de personnes, quels qu'ils soient. Les deux principaux intérêts sont la recherche du bonheur et éviter la souffrance ; la moralité d'une action est une réalité qui peut être démontrée et mesurée, à partir de ces motivations élémentaires des êtres vivants sensibles.
Dans ce but, la bioéthique utilitariste introduit la notion de bilan éthique. Ainsi, une vie peut être sauvée aux dépens d'une autre si la qualité de la vie sauvée dépasse celle de la vie sacrifiée. Par exemple, un porc (espèce biologiquement très proche de l'homme et de taille similaire, donc potentiellement intéressante pour des greffes d'organes) est généralement jugé avoir une vie moins riche, moins épanouie, et donc de moindre qualité que celle d'un humain. Le sacrifice du porc pour sauver l'humain serait donc moralement défendable.
Toutefois, les utilitaristes indiquent également que certaines vies humaines peuvent être si dégradées (personnes « légumes », comas profonds irréversibles, personnes dont les souffrances sont extrêmes et incurables) que leur qualité est inférieure à la qualité de vie de certains animaux. Ainsi, pour être cohérent, il ne faudrait pas seulement permettre l'utilisation de xénogreffes, mais également ne pas rejeter a priori l'utilisation des organes de certains humains grabataires.
La démarche utilitariste est une démarche rationnelle qui consiste à mettre en balance le positif et le négatif d'une action eu égard à ses conséquences globales. Autrement dit, une action est moralement acceptable à partir du moment où elle est jugée plus utile que nuisible, non pas du seul point de vue de la personne qui agit mais du point de vue du bien commun de l'ensemble des personnes que cette action affecte. Tout le questionnement éthique réside alors dans l'évaluation du bilan d'une action, et de nombreux débats et polémiques naissent de la difficulté de cette évaluation.
Néanmoins, ce courant fait l'objet de beaucoup de critiques, en particulier parce qu'il ouvre la voie à de nombreuses dérives. Ainsi, certains évalueraient[réf. nécessaire] par exemple que l'euthanasie des personnes âgées serait globalement utile, car d'un côté elle ferait faire de substantielles économies profitant à tout le monde, et de l'autre côté elle ne serait selon eux que peu préjudiciable aux personnes concernées qui ne perdraient que quelques années d'une vie de déchéance et de souffrance.
De plus, en droit, tout être humain est détenteur de droits (droits de l'homme) ; il est théoriquement impossible de les enfreindre. Il faut nuancer cette position, cependant, puisqu'elle revient en partie à reporter le débat sur la qualification au sens scientifique de ce qu'est l'être humain. On pourrait ainsi, par exemple, dire que les embryons ne seraient pas des êtres humains.
Bioéthique et Intelligence Artificielle (IA) : Enjeux Éthiques et Régulation
L'essor de l'intelligence artificielle (IA) dans le domaine de la santé suscite également des préoccupations bioéthiques. L’utilisation d’algorithmes pour des diagnostics, des traitements ou des choix thérapeutiques entraîne des dilemmes éthiques liés à la responsabilité, la transparence, et le respect de la vie privée. Par exemple, l'usage de l’IA pour interpréter des données médicales soulève la question de savoir si ces systèmes devraient être soumis aux mêmes normes de confidentialité et de sécurité que les médecins. Des institutions comme l'Organisation mondiale de la santé (OMS) plaident pour une approche éthique et transparente de l'IA dans le secteur médical, insistant sur l’importance de garantir que ces technologies ne nuisent pas aux droits des patients.

## Droit et bioéthique
Le Code de Nuremberg (1947) est un code déontologique composé de dix règles sur l'expérimentation humaine. La première de ces règles est le consentement des personnes ; l'expérimentation doit être nécessaire ; on doit évaluer la proportionnalité entre les risques pour le patient et le bénéfice pour la science ; le but de l'expérimentation doit être scientifique. C'est à ce titre que les médecins nazis ont été condamnés, le tribunal jugeant qu'en vertu de la dignité de la personne, le principe de non-rétroactivité de la loi ne s'appliquait pas.
L'assemblée de l'Association médicale mondiale à Helsinki en 1964, puis la conférence internationale de Manille de 1981, s'inspirant des travaux de Nuremberg, ont émis des déclarations internationales sur l'expérimentation. À la suite de Nuremberg et Manille, les pays vont peu à peu encadrer les expérimentations.
La Déclaration universelle sur la bioéthique et les droits de l'homme, adoptée le 19 octobre 2005 à Paris, France, établit 15 principes fondamentaux régissant l'application de la médecine, des sciences de la vie et des technologies associées, tout en tenant compte des dimensions sociales, juridiques et environnementales. les quinze principes sont les suivants:
1. Dignité humaine et droits de l'homme.
2. Effets bénéfiques et effets nocifs.
3. Autonomie et responsabilité individuelle.
4. Consentement.
5. Personnes incapables d'exprimer leur consentement.
6. Respect de la vulnérabilité humaine et de l'intégrité personnelle.
7. Vie privée et confidentialité.
8. Égalité, justice et équité.
9. Non-discrimination et non-stigmatisation.
10. Respect de la diversité culturelle et du pluralisme.
11. Solidarité et coopération.
12. Responsabilité sociale et santé.
13. Partage des bienfaits.
14. Protection des générations futures.
15. Protection de l'environnement, de la biosphère et de la biodiversité[36].

### Droit français
En France, il faut attendre la loi du 20 décembre 1988 pour que soit réglementée l'expérimentation humaine, qui se limite à celle effectuée sur des cobayes consentants. La loi pose le principe général de la non-rémunération des expérimentations.
Par la suite, la loi du 29 juillet 1994 sur le corps humain, le don et l'utilisation des éléments et produits du corps humain, a posé les bases du droit actuel en matière de bioéthique, en particulier le principe de la non-patrimonialité du corps humain, qui interdit par exemple la vente d'organes, n'autorisant que le don.
Avec la loi du 6 août 2004 modifiant celle de 1994, le terme de « bioéthique » apparaîtra pour la première fois en droit positif français. Ces 2 lois traitent de deux thèmes majeurs : la question du clonage de l'embryon et des prélèvements d'organes.
L'article 40 de la loi prévoyait une révision en 2009. Elle fut repoussée à 2010, et s'appuyait sur un rapport, qui contient 95 propositions dont le maintien de l'interdiction de gestation pour autrui, de la recherche embryonnaire, sauf dérogation (limitée à 5 ans comme c'était déjà le cas).
Le rapport proposait aussi de maintenir l'interdiction de transfert d'embryon post-mortem, sauf pour des femmes concernées par un projet parental engagé et interrompu par la mort du conjoint. Une notion de don croisé (échange anonyme d'organe compatible entre 2 familles) était proposée.
Les conditions de l'aide à la procréation pourraient être assouplies : il fallait 2 ans de vie commune pour les personnes pacsées (et il devait s'agir d'un homme et d'une femme), avec priorité aux personnes ayant un problème médical.
La trisomie pourrait être systématiquement recherchée lors du diagnostic préimplantatoire comme le demandait le CCNE en octobre 2009.
Ce rapport de 2010 qui comprend un bilan de l'application des trois lois du 1er et 29 juillet 1994 et de celle du 6 août 2004, définit les enjeux éthiques et juridiques posés par les évolutions scientifiques, pour éclairer les discussions préparatoires à la loi du 7 juillet 2011.
Les grandes questions listées par le rapport au cours des auditions sont :
- l'assistance médicale à la procréation ;
- le diagnostic prénatal ;
- les droits de la personne ;
- les caractéristiques génétiques ;
- le don et l'usage d'éléments et produits ou sous-produits du corps humain ;
- la recherche sur l'embryon, les cellules souches, le clonage thérapeutique ;
- et des questions émergentes posées par les neurosciences et les nanobiotechnologies.

### Apparition du débat sur le clonage
La loi française de 1975 garantissait déjà « le respect de tout être humain dès le commencement de la vie » et la possibilité de porter atteinte à ce principe en cas de nécessité[source insuffisante]. Mais à la suite de la naissance de Dolly, le premier animal cloné, l'OMS, l'Unesco, et le Parlement européen partagent leur souhait de traiter le clonage plus sérieusement. Cela conduit également la France à revisiter les lois de 1994 encadrant sa pratique,.
Ainsi un avant-projet est déposé en 2000 et voté en 2004. De cette réforme naît l'Agence de la biomédecine qui remplace l'Établissement Français des Greffes et aboutit à l'interdiction du clonage en France, et à d'autres réformes juridiques.
Puis en 2011, il y a une avant-réforme éthique, suivie d'un débat public sous forme d'états généraux organisés par le Comité Consultatif National d'éthique. Ses débats sont ouverts au public depuis janvier 2018 afin de répondre à la problématique « Que voulons-nous pour demain ? », et sont accompagnés d'une consultation citoyenne.
En juin 2018, la nouvelle version de la loi bioéthique repose sur les principes de la dignité, la liberté et de la solidarité. En 2019, les lois relatives à la bioéthique sont articulées autour de sept titres structurants.

### Apparition du débat sur la PMA
En 1982, est né le premier enfant d'une fécondation in-vitro. En 1983 est créé le Comité Consultatif National d’Éthique pour les sciences de la vie et de la santé, le CCNE ayant pour but de soulever les problèmes éthiques et les questions sociales liées aux avancées médicales. Les conditions pour avoir droit à une fécondation in-vitro sont fixées par les lois bioéthiques de juillet 1994.
En 2011, la congélation d'ovocytes ultrarapide est autorisée augmentant le droit à la PMA (procréation médicalement assistée) pour les couples présentant une infertilité biologique ou pouvant transmettre une maladie grave à leur enfant. Après l'autorisation du mariage homosexuel en France en 2013, les nouvelles lois jugent des adultes du même sexe capables d'être parents, en ayant, par exemple recours à l'adoption. Les personnes désirant alors un enfant biologique mais interdits à la PMA, comme les femmes seules ou couples lesbiens ont eu recours à l'intervention en d'autres pays comme l'Espagne ou la Belgique. En 2015, le Haut Conseil à l'égalité entre les hommes et les femmes propose un avis au gouvernement afin d'étendre l'accès à la PMA.
Lors de l'ouverture des état généraux de la bioéthique en mai 2018, l'ouverture de la PMA pour toutes les femmes était un des neuf thèmes à l'ordre du jour. En septembre de cette année, la CCNE se déclare favorable au projet afin de pallier la souffrance des personnes concernées en considérant leurs infertilités résultant d'orientations personnelles. En juillet 2019, la ministre française de la solidarité et la ministre de la justice ont présenté au conseil des ministres le projet de loi bioéthique visant à supprimer l’exigence d'une infertilité biologique pour recourir à la PMA, et cela entièrement pris en charge par l'État français. En 2020, le Sénat vote pour autoriser la PMA pour tous mais sans prendre en charge le coût de l'intervention pour les couples lesbiens ou femmes célibataires.

#### la procréation médicalement assistée (PMA) au Maroc
La procréation médicalement assistée (PMA) au Maroc a connu une évolution significative avec l'adoption de la Loi 47-14 sur la procréation médicalement assistée en 2019. Cette législation a ouvert la voie à une réglementation officielle des techniques de PMA, offrant ainsi aux couples confrontés à l'infertilité la possibilité de concevoir en dehors du processus biologique naturel. Cependant, malgré les avancées qu'elle représente, la PMA au Maroc reste confrontée à des défis majeurs, tels que le manque de remboursement financier complet des actes d'AMP, les inégalités socio-économiques et de genre dans l'accès aux traitements, ainsi que les préoccupations liées aux sanctions disciplinaires stipulées par la loi. Il est essentiel de continuer à étudier et à améliorer le cadre juridique et éthique entourant la PMA au Maroc afin de répondre aux besoins des couples infertiles tout en tenant compte des dynamiques sociales et familiales spécifiques à ce contexte.

### Droit européen
- Convention d'Oviedo
- Conseil « Directive 89/381/CEE du Conseil du 14 juin 1989 élargissant le champ d'application des directives 65/65/CEE et 75/319/CEE concernant le rapprochement des dispositions législatives, réglementaires et administratives relatives aux spécialités pharmaceutiques, et prévoyant des dispositions spéciales pour les médicaments dérivés du sang ou du plasma humains », Journal officiel no L 181 du 28 juin 1989 p. 44-46, qui qualifie le sang et le plasma humain de « matières premières », pouvant être mises sur le marché[50].
- CEE « Directive 93/41/CEE du Conseil du 14 juin 1993 abrogeant la directive 87/22/CEE portant rapprochement des mesures nationales relatives à la mise sur le marché des médicaments de haute technologie, notamment ceux issus de la biotechnologie », Journal officiel no L 214 du 24 août 1993 p. 40 (version html).
- Parlement européen « Directive 2001/20/CE du Parlement européen et du Conseil du 4 avril 2001 concernant le rapprochement des dispositions législatives, réglementaires et administratives des États membres relatives à l'application de bonnes pratiques cliniques dans la conduite d'essais cliniques de médicaments à usage humain ». Journal officiel no L 121 du 1er mai 2001, p. 34–44. (version html)
- Parlement européen et Conseil de l’UE « Directive 2004/23/CE du Parlement européen et du Conseil du 31 mars 2004 relative à l'établissement de normes de qualité et de sécurité pour le don, l'obtention, le contrôle, la transformation, la conservation, le stockage et la distribution des tissus et cellules humains », Journal officiel no L 102 du 7 avril 2004, p. 48-58 (version html) sur le don de gamètes et l'assistance médicale à la procréation (dont la transposition en droit français a été complétée par le décret (no 2008-588) du 19 juin 2008[51] ; permet l'implantation d'embryon sur tout le territoire de l'UE.

L'Europe fait plus reposer la bioéthique sur la recherche d'un sens incarné, indépendant de la situation actuelle (la personne n'est pas propriétaire de son corps).

## Morale dans la science

### Question philosophique du respect de la personne et du vivant en général
On ne peut aborder la question philosophique du respect de l’être vivant sans invoquer l’impératif catégorique kantien : « agis de telle façon que tu traites l’humanité, aussi bien dans ta personne que dans tout autres, toujours en même temps comme fin, jamais simplement comme moyen ».
Cette maxime constituerait pour certains le fondement même de la bioéthique : le principe de respect de la dignité humaine comme « principe matriciel » de la bioéthique.
Kant développe le principe de dignité comme « valeur intérieure absolue » qui exprime une exigence de non-instrumentalisation de l’être humain (en matière d’expérimentation biomédicale ou de transplantation d’organes par exemple). On peut néanmoins douter de la pertinence de l’application quasi systématique de cette référence à l’ensemble des questions que traite la bioéthique. D’une part le principe de dignité de l'humain occulte la question philosophique relative aux autres êtres vivants. D’autre part, ce principe érigé en valeur absolue risque d’entrer en conflit avec d’autres principes telle que la liberté par exemple.
Les êtres vivants représentent, dans le langage courant, à la fois les êtres humains, les animaux et les végétaux. Les excès de la « société industrielle » ont conduit dans la seconde moitié du XXe siècle à une prise de conscience de l’intérêt d’une vision moins anthropocentrique du monde, prenant en compte l’ensemble du monde vivant[réf. nécessaire].
La Charte de l’environnement insérée depuis 2005 dans le préambule de la Constitution française, ainsi que la « déclaration universelle sur la bioéthique et les droits de l’homme », adoptée la même année par l’Unesco, sont des exemples pertinents de ce « recentrage » de la bioéthique et des textes dans lesquels elle s’exprime.
Pour ce qui est des conflits de valeur que peut entraîner la promotion unilatérale du principe de respect de la dignité humaine, on peut citer, par exemple, le débat actuel sur l’euthanasie entre ceux qui revendiquent sa légalisation au nom du droit de mourir dans la dignité et ceux qui militent contre cette pratique au nom de ce même principe interprété différemment. D'un côté, la dignité de la personne est comprise comme le respect du droit de la personne à choisir sa mort et à ne pas « perdre » sa dignité dans la maladie ; de l’autre, cette dignité est une valeur absolue sur laquelle l’homme individuel n’a aucun pouvoir puisqu'elle appartient à l’humanité dans son ensemble et le respect de cette dignité est compris comme l’accompagnement du malade jusqu'à sa mort sans autre forme d’assistance portant directement atteinte à la vie.
Si la référence à la philosophie kantienne est très utilisée à l’appui des réflexions de bioéthique, on peut néanmoins remarquer qu’avec la révolution biotechnologique, la philosophie morale traditionnelle n’apparaît plus suffisante pour répondre à toutes les nouvelles questions éthiques posées. Depuis le siècle des Lumières, la réflexion philosophique s’était plutôt concentrée sur l’humain en tant que citoyen, individu libre, raisonné et raisonnable. Cette réflexion s’est traduite concrètement par la promotion des droits de l’homme au moment de la Révolution française.
Or le défi que posent les progrès actuels des sciences et des techniques à la philosophie contemporaine est de réfléchir aux valeurs propres à l’humain et à son rapport au corps, voire au vivant en général (animaux, environnement).
Pour certains, le débat bioéthique ferait naître une nouvelle génération de droits de l’homme (après les droits civils et politiques, économiques et sociaux, collectifs) voire serait en rupture avec la conception traditionnelle des droits de l’homme. « Les droits de l’homme ainsi revisités ne perdent-ils pas en effet leur essence politique libérale pour asseoir des valeurs morales et contraindre la science ? ».
Le débat entre la primauté de la dignité humaine versus la liberté individuelle est de nouveau mis en exergue au sein même des textes fondateurs de la bioéthique.
En effet, la plupart de ces conventions font référence à un nouveau système de valeurs. La promotion du principe de « dignité de la personne » diffère considérablement de celui de liberté et d’autonomie proclamé par la philosophie des droits de l’homme.
Le choix moral, juridique ou politique d’accorder la primauté à la dignité au détriment de la liberté dans certains contextes (comme en matière de fin de vie ou de procréation assistée, par exemple) est révélateur d’une conception renouvelée de la société. Ce changement de valeurs de référence fait suite à la prise de conscience du pouvoir démesuré que la science offre aujourd'hui à l’homme sur son propre destin.
Finalement, les réflexions philosophiques contemporaines concernant cette révolution biotechnologique se situent principalement entre deux extrêmes : la « technophobie » représentée par Hans Jonas et son heuristique de la peur et la « technophilie » représentée par Engelhardt,.
Mais la plupart des philosophes proposent un juste milieu entre ces deux extrêmes qui vise à ne pas rejeter les progrès scientifiques en se laissant aller au catastrophisme ambiant tout en régulant les pratiques et définissant des valeurs pour la société. La primauté de la dignité humaine dans certains cas ne serait alors pas contraire à la liberté mais en fixerait les limites afin d’assurer la nécessaire cohésion sociale et la survie de l'espèce humaine.

### Militance et droit du handicap
Historiquement, la bioéthique et le handicap ont eu une relation étroite mais conflictuelle. Malgré un intérêt commun à faciliter les bons soins médicaux et les choix individuels, les militants des droits des personnes handicapées et les bioéthiciens ont souvent des approches très différentes. D'un point de vue bioéthique général, prévenir ou guérir les déficiences est une chose morale. Le handicap étant perçu comme un écart par rapport à une norme de santé, la restauration d'un fonctionnement et d'une santé normaux pour les corps et les esprits déficients, ou idéalement la prévention d'une telle situation, est valorisée de manière positive. Toutefois, du point de vue des droits des personnes handicapées, le handicap fait partie du continuum de l'expérience humaine. La question n'est pas de prévenir ou de guérir les déficiences, mais de savoir comment faire en sorte que toutes les personnes handicapées jouissent des mêmes droits et des mêmes possibilités que les autres.
Les arguments liés à l'éthique du rationnement des soins de santé peuvent devenir très philosophiques, et il existe une longue histoire de frictions entre le mouvement des droits des personnes handicapées et le domaine de la bioéthique. Par exemple, en 2003, l'éminente militante des droits des personnes handicapées et avocate Harriet McBryde Johnson a publié un article dans le New York Times Magazine sur son récit à la première personne de rencontres professionnelles avec le bioéthicien renommé Peter Singer. Johnson a contesté les vues de Singer selon lesquelles les nouveau-nés handicapés ne devraient pas recevoir de traitement susceptible de leur sauver la vie et qu'il est éthiquement admissible de les euthanasier.
Il existe un écart entre les déclarations des personnes handicapées sur leur qualité de vie et les estimations des prestataires de soins de santé, connu sous le nom de « paradoxe du handicap » (par exemple, Ubel, Loewenstein, Schwarz et Smith, 2005).

### Enjeu politique
La bioéthique, née des interrogations éthiques posées par l’usage des « nouvelles » technologies médicales et aux enjeux de pouvoir qu’elles mettent en avant, est, sous cet angle, un domaine de réflexion relativement récent qui se trouve au carrefour de trois disciplines anciennes et ancrées dans la société que sont la morale (philosophique ou religieuse), la science et le politique.
Néanmoins, si le politique, la morale et la science entre autres se réunissent pour dialoguer au sein des institutions de bioéthique nationales et internationales, leurs différences majeures de point de vue constituent souvent un frein à la prise de décision.
Le monde de la bioéthique est essentiellement un monde discursif, de débats alors que la politique et la science se situent plutôt au niveau de l’action. Mais cet accent mis sur le dialogue n’est-il pas aussi révélateur d’un nouveau mode de gouvernement qui cherche à dialoguer, faire participer plutôt qu’à surveiller et punir ?
Il n’est pas anodin que ces dernières années, les néologisme « biopolitique » et « biopouvoir » inventés par Michel Foucault, pour décrire cette nouvelle forme de pouvoir qui s’intéresse aux rapports intimes des sujets à leur corps, se soient formés sur la même base que celui de « bioéthique ». Quel est donc ce « bio » qui est au cœur de nos sociétés contemporaines ? Est-ce le vivant saisi par la science avec les révolutions en matière de procréation, de fin de vie, de génétique, etc ? Sont-ce les sciences humaines et sociales qui cherchent à comprendre la vie ? Est-ce le politique voulant avoir une emprise sur les corps ?
L’évolution actuelle de la bioéthique et la place de plus en plus importante que prend cette réflexion au sein du monde politique, des médias et de la société témoigne que l’enjeu est de taille et que les questions auxquelles la bioéthique cherche à répondre sont essentielles pour l’avenir de nos sociétés. Ces réponses faites par les acteurs publics constituent des choix de société fondateurs au sens où ils portent sur les valeurs que la société se donne pour fonctionner et vise à la création de normes sociales. « Dès lors que les politiques en matière de recherche et de santé publique deviennent un des points clés du lien social, nous sommes inévitablement conduits à nous interroger sur la capacité de nos institutions politiques à nous permettre d’en conserver la maîtrise et de dresser des perspectives à leur développement ».
On assiste ainsi à une multiplication des instances de bioéthique.
En France, le Comité consultatif national d'éthique a été créé en 1983. Il a pour mission de rendre des avis sur les problèmes éthiques que pose le progrès des sciences et des techniques. Pour la première fois, une instance pluridisciplinaire se voyait confier le rôle d’animer un débat public sur les problèmes soulevés par l’évolution des sciences et des techniques. Mais cette instance, comme son nom l’indique, n’est que consultative, et laisse le soin aux autorités compétentes de fixer les règles. Est-ce cette difficulté à conjuguer de concert l’éthique et le droit qui conduit, après 25 ans de fonctionnement, à une réflexion, voire une volonté politique, de modifier l’organisation du comité ? Il est vrai qu’existe désormais dans le paysage normatif de la bioéthique une Agence de la biomédecine dont les attributions normatives s’étendent également à la réflexion éthique.
Au niveau international, le Comité directeur pour la bioéthique (CDBI) du Conseil de l’Europe ou les comités international et intergouvernemental de bioéthique de l’Unesco ont une activité importante et une influence certaine sur les grandes thématiques de la réflexion bioéthique.
Parallèlement, le « biodroit » se développe et l’activité législative se veut dynamique avec l’adoption en France depuis 1994 de lois dites de bioéthique (révisées une première fois en 2004, une deuxième révision devant être mise en œuvre à partir de 2009).
Finalement, la volonté exprimée du président de la République laisse penser que les principes et valeurs issus des réflexions bioéthiques pourraient bientôt être inscrits au préambule de la Constitution de la Ve République, preuve que la bioéthique, déjà présente dans la Charte des droits fondamentaux de l'Union européenne, est bien un enjeu politique.

### Point de vue religieux
Pour les principales questions éthiques touchant à la vie, l'Église rappelle la valeur incomparable de la personne (Dignitas Personae, 2008). Dès l'origine du christianisme, la prédication apostolique a toujours enseigné aux chrétiens d'obéir aux pouvoirs publics légitimement constitués, mais elle a donné en même temps le ferme avertissement qu'« il faut obéir à Dieu plutôt qu'aux hommes » (Ac 5, 29). À ce titre, Michel Aupetit, archevêque de Paris, explique que l'Église n'agit pas comme « un lobby » sur les sujets éthiques mais que prendre la parole est « un devoir de conscience ».
Il est ainsi des pratiques, comme l'avortement, l'euthanasie…, que l'Église considère comme des crimes qu'aucune loi humaine ne peut prétendre légitimer : « Des lois de cette nature, non seulement ne créent aucune obligation pour la conscience, mais elles entraînent une obligation grave et précise de s'y opposer par l'objection de conscience ».
En France, Bruno Saintôt, sj[Quoi ?], expert en bioéthique auprès de la Conférence des Évêques de France, relève trois types d'enjeux pour les États généraux de la bioéthique de 2018 : des enjeux généraux de méthode, des enjeux sur la manière de considérer les valeurs et les normes relatives à la personne, des enjeux sur la manière de faire société et de se décider collectivement.
En France, Pierre d'Ornellas, responsable du groupe de travail bioéthique de la Conférence des Évêques de France, propose une réflexion au moment des débats relatifs au projet de loi relative à la bioéthique de 2019. En janvier 2020, il publie une lettre ouverte au Premier ministre Édouard Philippe, lui rappelant que sa responsabilité est grande, et que le débat démocratique est vital pour l'aider à l'assumer.

### Conflit d'intérêts
Selon Trudo Lemmens, bioéthicien au Centre conjoint de bioéthique de l'Université de Toronto, un conflit d'intérêts se produit lorsque le jugement professionnel quant à un intérêt premier, comme une recherche ou les soins aux patients, peut être indûment influencé par un intérêt secondaire, comme un gain financier ou le prestige personnel. Les stratégies pour faire face à ces situations incluent la divulgation du conflit, l'établissement d'un système d'examen et d'autorisation, et l'interdiction des activités qui conduisent au conflit.
Cette question du conflit d’intérêts rappelle que la bioéthique est avant tout une branche de l’éthique. Deux affaires récentes témoignent du fait qu’il n’en va pas forcément ainsi, du moins dans l’esprit des dirigeants politiques:
Au cours de la célèbre affaire Hwang Woo-suk, une responsable coréenne pour la bioéthique était cosignataire d’un des articles dont les données avaient été falsifiées. Elle expliqua à la revue Nature qu’elle n’avait pas contribué expérimentalement au travail et que son rôle s’était borné à donner un avis de bioéthique. Tout en acceptant l’idée qu’elle ne pouvait soupçonner la fraude, il est évident que la notion de conflit d’intérêts comme problème d’éthique lui avait échappé.
On peut citer également Axel Kahn (qui fut membre du Comité consultatif national d'éthique) : en tant que président de la Commission du génie biomoléculaire, il avait émis un avis favorable à la culture des organismes génétiquement modifiés en France (et ce contre l’avis de treize des ministres de l’Environnement de la Communauté européenne). N'ayant obtenu en 1997 que l'autorisation d'importer des OGM mais pas de les cultiver, il était parti de la Commission. Quelques mois plus tard, cependant, il fut employé par Rhône-Poulenc, alors même que cette société était intéressée par son avis favorable aux OGM, puisqu'elle était impliquée dans la création d’OGM depuis dix ans (elle a été par la suite condamnée aux États-Unis à retirer de la vente son maïs transgénique pour pollution aux herbicides).

## Rôle des institutions

### En Algérie
Le conseil national de l’éthique des sciences de la santé en Algérie CNESS qui a été créé, le 31 juillet 1990 et installé par le ministre de la santé et de la population, en date du 13 octobre 1996 chargé d'orienter et d'émettre des avis et des recommandations sur le prélèvement de tissus ou d'organes et leur transplantation, l'expérimentation, ainsi que sur toutes les méthodes thérapeutiques requises par le développement technique médical et la recherche scientifique. Tout en veillant au respect de la vie de la personne humaine et à la protection de son intégrité corporelle et de sa dignité, et en tenant compte de l'opportunité de l'acte médical à pratiquer ou de la valeur scientifique du projet d'essai ou d'expérimentation. La composition, l'organisation et le fonctionnement de ce conseil sont fixés par décret.

### En France
L'Académie nationale de médecine peut s'autosaisir dans les domaines de la santé, mais plus volontiers sur les questions de santé publique et d’éthique médicale.
Des dispositifs de réflexion éthique régionaux ont été créés dans le cadre de la loi relative à la bioéthique (Loi no 2004-800 du 6 août 2004). En tant que premier lieu de diffusion, de réflexion et de formation aux questions éthiques et sociétales de la santé, du soin, de l’accompagnement, l'Espace de réflexion éthique de la région Île-de-France a été repris en 2004 comme modèle pour la création de ces dispositifs. En 2010, l’Espace éthique s’est vu confier le développement de l’Espace national de réflexion éthique sur la maladie d’Alzheimer (EREMA) dans le cadre de la mesure 38 du Plan Alzheimer 2008-2012. En 2014, l’EREMA a été désigné pour ouvrir son champ de compétences aux maladies neurologiques dégénératives dans le cadre du Plan national MND 2014-2019.

### Au Maroc
Plusieurs lois marocaines réglementent les aspects éthiques de la santé. La loi de 1999 porte sur les dons, les prélèvements et à les transplantationes d’organes et de tissus humains.

## Dans la fiction
- Hubert Haddad, Corps désirable (2015)

### Ouvrages généraux
- Stéphane Bauzon, La Personne biojuridique, Paris, PUF, coll. « Quadrige », 2006, 184 p. (ISBN 2-13-055591-8).
- Jean-René Binet, Droit de la bioéthique, Paris, Lextenso, coll. « Manuel », 2017, 317 p. (ISBN 978-2-275-04546-7).
- Daniel Borrillo, Bioéthique, Paris, Dalloz, coll. « À savoir », 2011, 311 p. (ISBN 978-2-247-08936-9 et 2-247-08936-4).
- Georges Canguilhem, Le Normal et le pathologique, Paris, PUF, coll. « Quadrige », 1966 (réimpr. 2013), 290 p. (ISBN 2-13-061950-9).
- Comité consultatif national d'éthique, La bioéthique : Pour quoi faire ?, Paris, PUF, coll. « Quadrige », 2013, 348 p. (ISBN 978-2-13-061906-2 et 2-13-061906-1).
- Couillaud Bruno, Manières de penser - Arguments et tromperies en bioéthique, Paris, F.-X. de Guibert, 2023  (ISBN 978-2-7554-0555-2).
- Laurent Degos, Qui décide de ma vie et de ma mort ? : 25 questions de bioéthique, Paris, Le Pommier, coll. « Essais », 2015, 188 p. (ISBN 978-2-7116-2204-7 et 2-7116-2204-5).
- Pierre d'Ornellas, Bioéthique : Quel monde voulons-nous ? Discerner des enjeux d'humanité, Bayard, coll. « Documents des Églises - Public large », septembre 2019, 120 p. (ISBN 978-2-20-413793-5)
- Michel Foucault, Naissance de la biopolitique : Cours au collège de France (1978-1979), Paris, Seuil, coll. « Hautes Études », 2004, 96 p. (ISBN 2-7465-0934-2).
- Francis Fukuyama (trad. de l'anglais par Denis-Armand Canal), La Fin de l'homme : Les conséquences de la révolution biotechnique, Paris, Gallimard, coll. « Folio actuel », 2004, 444 p. (ISBN 2-07-030443-4).
- Jürgen Habermas (trad. Christian Bouchindhomme), L'avenir de la nature humaine : Vers un eugénisme libéral ?, Paris, Gallimard, coll. « Tél », 2015, 180 p. (ISBN 978-2-07-014942-1 et 2-07-014942-0).
- Gilbert Hottois, Qu'est-ce que la bioéthique ?, Paris, Vrin, coll. « Chemins philosophiques », 2004, 127 p. (ISBN 2-7116-1687-8).
- Vladimir Jankélévitch, Penser la mort ?, Paris, Liana Lévi, coll. « Piccolo », 2003, 136 p. (ISBN 2-86746-322-X).
- Hans Jonas (trad. Jean Greisch), Le Principe responsabilité : Une éthique pour la civilisation technologique, Paris, Flammarion, coll. « Champs Essais », 1998 (réimpr. 2013), 470 p. (ISBN 2-08-130769-3).
- Axel Kahn et Dominique Lecourt, Bioéthique et liberté, Paris, PUF, coll. « Quadrige », 2004, 114 p. (ISBN 2-13-054298-0).
- Claude Lafon, De la biologie à la bioéthique, Paris, Ellipses, coll. « L'Esprit des Sciences », 2006, 128 p. (ISBN 2-7298-2651-3).
- Dominique Lecourt (dir.), Dictionnaire de la pensée médicale, Paris, PUF, 2004, « Quadrige ».
- Valérie Marange, La bioéthique : La science contre la civilisation ?, Paris, Marabout, coll. « Le Monde poche », 1998, 287 p. (ISBN 2-501-02878-3).
- Thierry Martin, Éthique de la recherche et risques humains, Besançon, Presses universitaires de Franche-Comté, coll. « Les Cahiers de la MSHE Ledoux » (no 19), 2014, 164 p. (ISBN 978-2-84867-806-1, DOI 10.4000/books.pufc.23412, lire en ligne )
- Jean-François Mattei (dir.), Questions d'éthique biomédicale, Flammarion, 2008.
- Ruwen Ogien, La vie, la mort, l'État : Le débat bioéthique, Paris, Grasset & Fasquelle, coll. « Mondes vécus », 2009, 221 p. (ISBN 978-2-246-75011-6 et 2-246-75011-3).
- Michel Onfray, Fééries anatomiques : Généalogie du corps faustien, Paris, Le Livre de Poche, coll. « Biblio essais », 2004, 407 p. (ISBN 2-253-09927-9).
- René Piedelièvre, Étienne Fournier, Morale, Médecine et biologie, Paris, Baillière, 1959.
- Marie-Geneviève Pinsart, La bioéthique, Paris, Le Cavalier Bleu, coll. « Idées reçues », 2009, 128 p. (ISBN 978-2-84670-263-8 et 2-84670-263-2).
- France Quéré, L'éthique et la vie, Paris, Odile Jacob, 1991 (réimpr. 2006) (lire en ligne).
- Suzanne Rameix, Fondements philosophiques de l'éthique médicale, Paris, Ellipses, coll. « Sciences humaines en médecine », 1998, 159 p. (ISBN 2-7298-9641-4).
- Lucien Sève, Qu'est-ce que la personne humaine ? : Bioéthique et démocratie, Paris, La Dispute, 2006, 155 p. (ISBN 2-84303-132-X).
- Didier Sicard, L'éthique médicale et la bioéthique, Paris, PUF, coll. « Que sais-je », 2011 (réimpr. 2015), 128 p. (ISBN 978-2-13-065213-7 et 2-13-065213-1).
- Jean-Paul Thomas, À quoi sert la bioéthique ?, Paris, Éditions Le Pommier, coll. « Les Petites Pommes du Savoir », 2003, 62 p. (ISBN 2-7465-0121-X).

### Sources antiques
- Hippocrate, L'Art de la médecine, Paris, GF Flammarion, 1999, 362 p.
- Jean Lombard, Éthique médicale et philosophie : L'apport de l'Antiquité, Paris, L'Harmattan, coll. « Hippocrate et Platon », 2009, 130 p. (ISBN 978-2-296-09866-4 et 2-296-09866-5, présentation en ligne).

### Filmographie
- Bienvenue à Gattaca, film de science-fiction ayant pour thèmes l'éthique, l'identité personnelle et la génétique, d'Andrew Niccol, 1997.
- La vie en question, documentaire de Caroline Puig-Grenetier, KTO, 2009.

#### Liens généraux
- Section Bioéthique de l'UNESCO

#### Sites officiels français
- Le Comité consultatif national d'éthique pour les sciences de la vie et de la santé
- Le dossier « Lois de bioéthique » de l'Assemblée nationale
- L'Académie de médecine
- Les états généraux de la bioéthique
- Bioethique.com au service des soignants

#### Sites officiels belges (en français)
- Comité consultatif de Bioéthique de Belgique: structure, fonctionnement, avis.

#### Sites officiels suisses (en français)
- Commission nationale d'éthique dans le domaine de la médecine humaine
- Commission fédérale d'éthique pour la biotechnologie dans le domaine non humain
- Directives médico-éthiques de l'Académie Suisse des Sciences Médicales

#### Sites de l'Église catholique
- Site du Vatican : Instruction approuvée par Benoît XVI Dignitas Personae sur certaines questions de bioéthique du 8 septembre 2008
- Site d'échange sur la bioéthique proposé par l'Église catholique en France

### Ressources audio-visuelles
- La bioéthique. Des raisons de son apparition à ses enjeux actuels, intervention de Marie-Geneviève Pinsart dans un cycle de conférences consacré à l'éthique appliquée.